# Lake Errock
Lake Errock är en sjö i Kanada.   Den ligger i provinsen British Columbia, i den södra delen av landet, 3 500 km väster om huvudstaden Ottawa. Lake Errock ligger 16 meter över havet. Arean är 0,25 kvadratkilometer. Den ligger vid sjöarna  Bateson Slough och Duncan Slough. Den sträcker sig 0,9 kilometer i nord-sydlig riktning, och 0,8 kilometer i öst-västlig riktning.
I omgivningarna runt Lake Errock växer i huvudsak barrskog. Runt Lake Errock är det ganska tätbefolkat, med 248 invånare per kvadratkilometer.